# Musée national d'histoire naturelle (Leyde)
Pour les articles homonymes, voir Musée national d'histoire naturelle.
Le musée national d'histoire naturelle (en néerlandais : Rijksmuseum van Natuurlijke Historie) était un musée d'histoire naturelle situé dans la ville néerlandaise de Leyde.
L'initiative fut lancée par Coenraad Jacob Temminck qui souhaitait voir le musée devenir un institut de recherche. Le musée avait également des liens avec l'université de Leyde (avec Hermann Schlegel et Eduard Daniel van Oort. Les collections se développèrent fortement durant 150 ans grâce à des expéditions menées tout autour du monde mais aussi grâce à des collections privées dont les propriétaires décédés n'avaient pas d'héritiers.

## Histoire
Le musée fut fondé par décret royal sous le nom de « 's Rijks Museum van Natuurlijke Historie » signé par le roi Guillaume Ier (1772-1843) le 9 août 1820 par la réunion de trois collections d’histoire naturelle.
Bien que le musée fut ouvert au public les dimanches entre 1820 et 1913, celui-ci ne fut vraiment ouvert au public qu'à partir de 1976. En 1913, le musée fut déplacé dans un nouveau bâtiment où les visites étaient difficiles à cause de l'absence de salles d'expositions suffisantes.
En 1976, une note intitulée « Vers un nouveau musée » sortit dans le but d'en faire un musée. Au début les collections du musée furent présentées dans des musées voisins. Ce n'est qu'en 1998 qu'un nouveau bâtiment fut construit et le nouveau musée fut renommé Naturalis.

## Galerie d'images

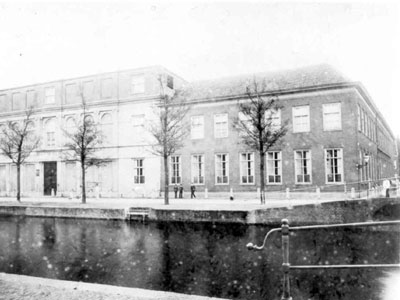
1820-1913: Bâtiment Papengracht/Rapenburg
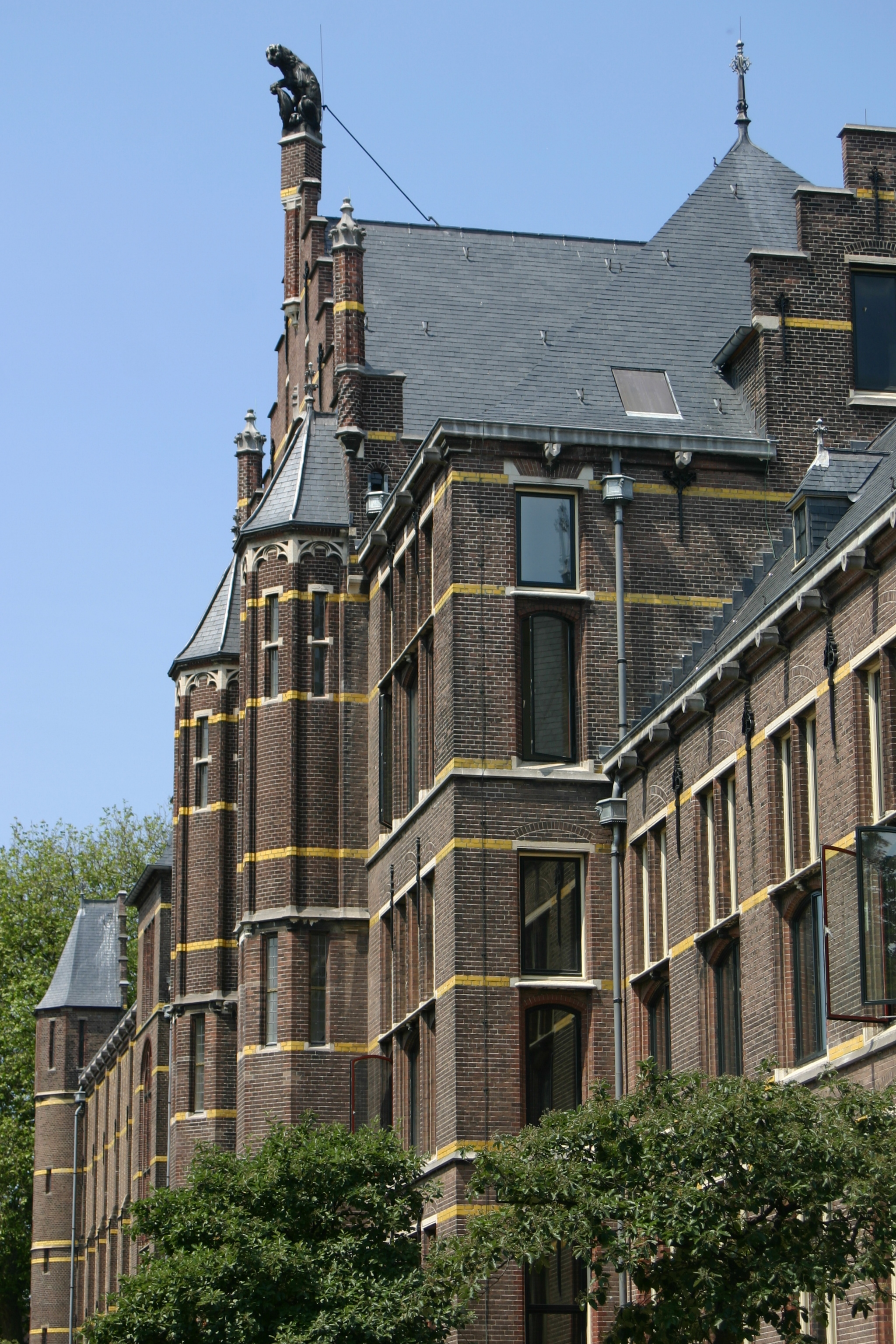
1913-1990: Raamsteeg
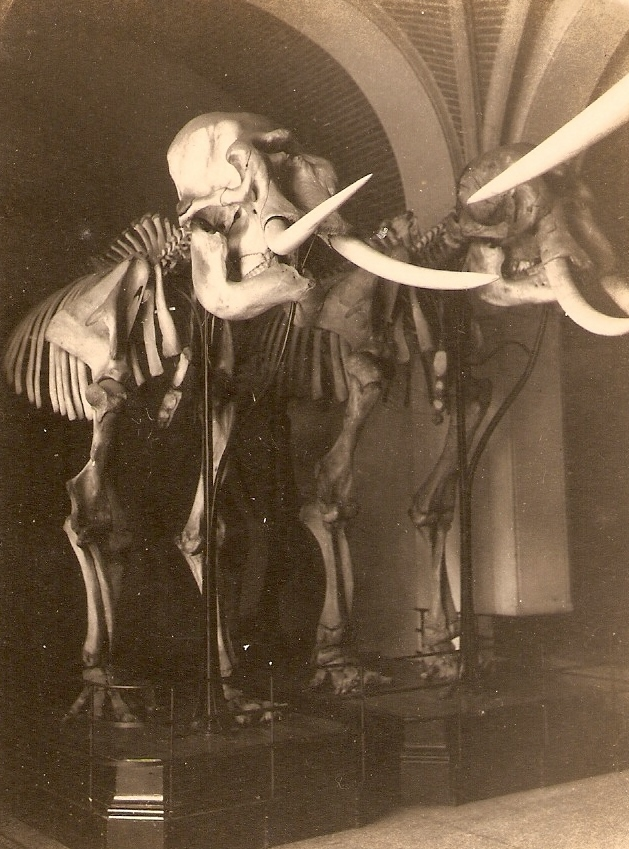
Entrée du musée avec des squelettes d'éléphant
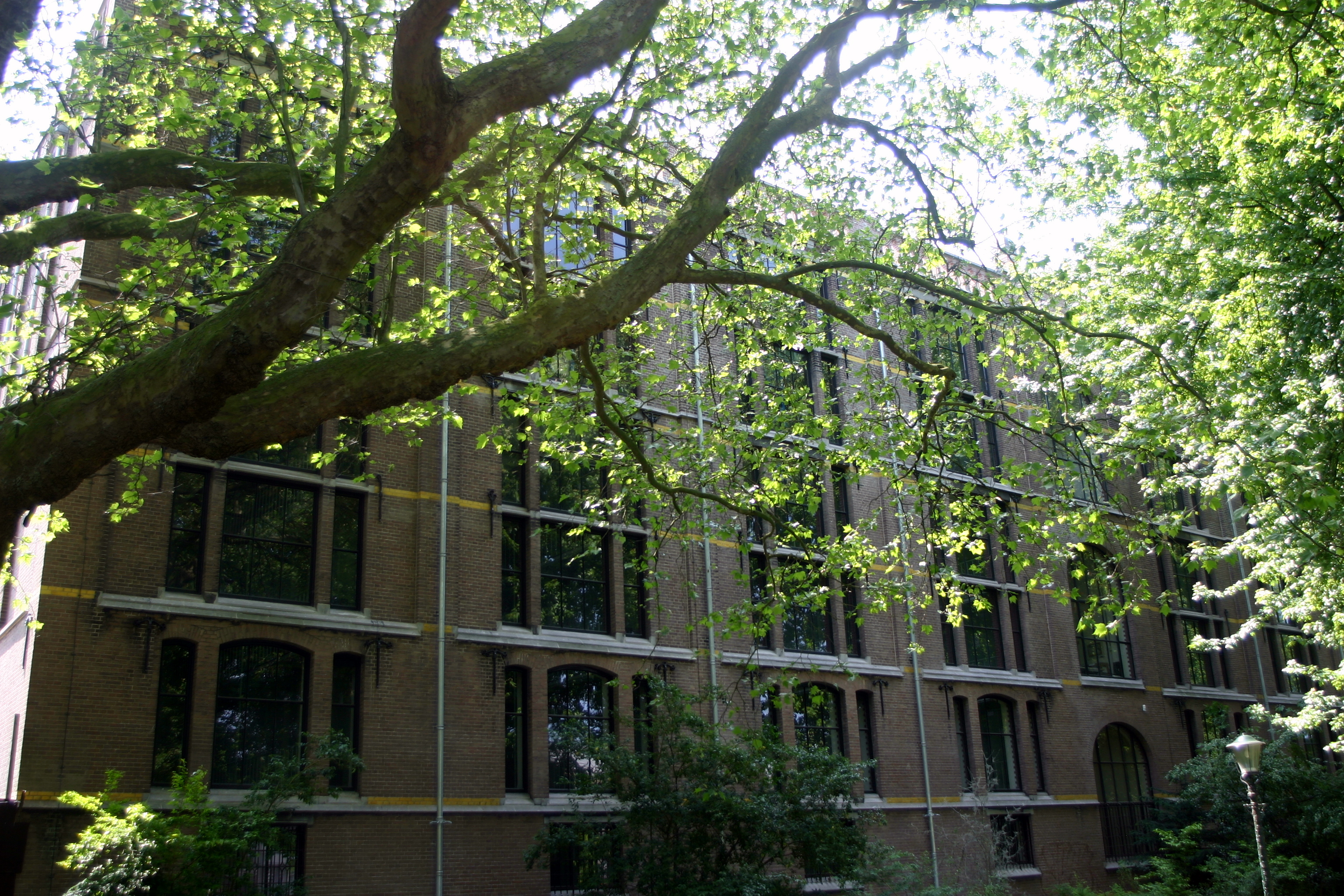
1913-1990: Coin Van der Werffpark
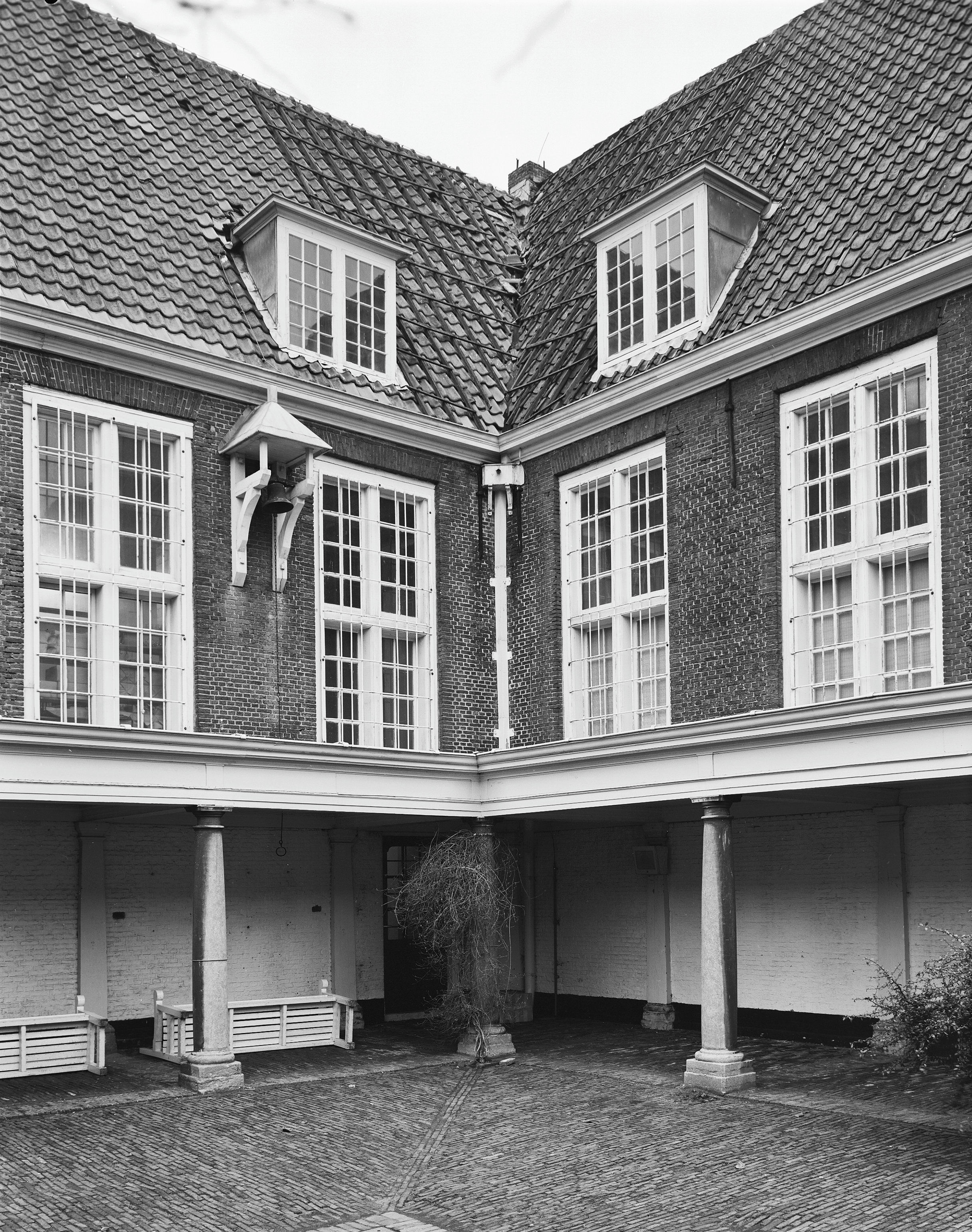
Pesthuis Leiden